# 佐伊·安·奥尔森
佐伊·安·奥尔森（英語：Zoe Ann Olsen，1931年2月11日—2017年9月23日），美国女子跳水运动员。她曾代表美国参加1948年和1952年夏季奥林匹克运动会跳水比赛，获得一枚银牌和一枚铜牌。